# Hałdrychowice
Hałdrychowice – wieś w Polsce położona w województwie dolnośląskim, w powiecie oleśnickim, w gminie Międzybórz.

## Podział administracyjny
W latach 1975–1998 miejscowość administracyjnie należała do województwa kaliskiego.

## Demografia
Według Narodowego Spisu Powszechnego (III 2011 r.) liczyły 51 mieszkańców. Są najmniejszą miejscowością gminy Międzybórz.